# يو إف سي على إي إس بي إن: ساندهاغن ضد فيغيريدو
يو إف سي ليلة القتال: ساندهاغن ضد فيغيريدو (بالإنجليزية: UFC Fight Night: Sandhagen vs. Figueiredo) (المعروف أيضًا باسم يو إف سي على إي إس بي إن 67) هو حدث لفنون القتال المختلطة نظّمته يو إف سي، وأُقيم في 3 مايو 2025، على ويلز فارجو أرينا في دي موين، آيوا، الولايات المتحدة.

## الخلفية
كان هذا الحدث بمثابة الظهور الأول للمنظمة في دي موين والزيارة الأولى لولاية آيوا منذ يو إف سي 26 في يونيو 2000.

## الجوائز الإضافية
حصل المقاتلون التاليون على مكافآت بقيمة 50 ألف دولار.
- قتال الليلة: لم تُمنح.
- أداء الليلة: كوري ساندهاغن، رينير دي ريدر، عزامات بيكوف، وكوانغ لي